# Dieter Krause (Mediziner)
Dieter Krause (* 2. Oktober 1939 in Zittau; † 27. November 2008 in Magdeburg) war ein deutscher Rechtsmediziner.

## Leben
Dieter Krause studierte bis 1963 in Leipzig und Dresden Medizin. 1965 promovierte er  und begann seine Facharztausbildung für Gerichtliche Medizin an der Medizinischen Akademie Dresden, die er 1970 beendete. 1973 erfolgte seine Habilitation und 1976 wurde er Oberarzt. Als Dozent für Gerichtliche Medizin war er ab 1979 tätig. 1983 folgte er dem Ruf der Medizinischen Akademie Magdeburg und war dort als ordentlicher Professor tätig. Er übernahm die Leitung des Institutes für Gerichtliche Medizin. Im Jahr 2002 wurde er für zwei Jahre nebenamtliche Prorektor für Forschung der Universität Magdeburg. Vorsitzender der Ethikkommission wurde Krause 1990. Diese Funktionen hatte er bis zu seiner Emeritierung am 30. September 2007 inne. Dieter Krause war seit 2001 Vorsitzender der Deutschen Gesellschaft für Abstammungsbegutachtung e. V., seit 2002 Vorsitzender der Alkoholkommission der Deutschen Gesellschaft für Rechtsmedizin und darüber hinaus in weiteren Fachgesellschaften, wie der International Association of Forensic Science aktiv. Nach seiner Emeritierung gründete er am 1. Oktober 2007 ein von ihm geleitetes privates Institut unter dem Namen „Gerichtsmedizin Magdeburg“, welches sich auf DNA-Analyse spezialisiert hatte. Am 27. November 2008 verstarb Dieter Krause durch Suizid im Alter von 69 Jahren.

## Tätigkeit
Krause beschäftigte sich vor allem mit postmortaler Muskelphysiologie, Todeszeitbestimmung, dem Plötzlichen Kindstod, der Alkohol-Drogen-Straßenverkehr-Problematik, der DNA-Spurenanalyse und Abstammungsbegutachtung sowie der Analysierung komplizierter Drogen- und Arzneimittelvergiftungen. In der Fachzeitschrift Nature wurden 1998 seine Untersuchungen zu Gräser- und Pflanzenpollen aus den Nasenhöhlen von 1994 in einem Massengrab in Magdeburg-Sudenburg entdeckten Skeletten vorgestellt. Dieter Krause hat mehr als 300 Publikationen herausgegeben, darunter fünf Bücher und war ein gefragter Gutachter bei Gericht. Internationale Anerkennung fand die von ihm und seinen Mitarbeitern erstmals durchgeführte Analyse von Mitochondrien-DNA-Mustern in einem Massensuchtest nach Straftätern, dessen Ergebnis im Sommer 2005 zur Aufklärung des Mordfalls an einem siebenjährigen Mädchen zehn Jahre nach der Tat beitrug. 1999 initiierte Krause eine erfolgreiche Benefizaktion zur Sanierung der Magdeburger Skulptur des Freiherrn Eike von Repgow, Rechtsgelehrter und Übersetzer des Sachsenspiegels, welche im Zweiten Weltkrieg stark beschädigt worden war.

## Werke
- mit I. Krause: Bestimmungsbuch medizinische Fußpflege : Probleme rund um den Fuß. Wolnzach 2006, ISBN 3-9806162-8-2.
- mit I. Krause: Arbeiten am diabetischen Fuß: die Praxis der Fußpflege-Behandlung. Wolnzach 2006, ISBN 3-9806162-5-8.
- mit V. Schneider und R. Blaha: Leichenschau am Fundort: ein rechtsmedizinischer Leitfaden. Paderborn 2006, ISBN 3-938478-13-6.
- mit Ch. Labuhn: Rechtsmedizinische Aspekte im Magdeburger Recht : ein Beitrag zur mittelalterlichen Medizin- und Sozialgeschichte. Aachen 1997, ISBN 3-8265-5584-8.
- mit W. M. E. Pilz und W. Reimann: Gerichtliche Medizin für Stomatologen. Leipzig 1980.
- mit R. Blaha: Leichenschau und Fundortbesichtigung bei nichtnatürlichen Todesfällen: Leitfaden für die Praxis. Dresden 1976.
- mit C. T. Beck: Sexueller Kindesmissbrauch. Pabst Science Publishers, Lengerich 2005, ISBN 3-89967-259-3.
- mit M. Poetsch, H. Wittig und E. Lignitz: Mitochondrial diversity of a northeast German population sample. In: Forensic Sci Int. 137 (2–3), 26. November 2003, S. 125–132, PMID 14609647.

## Verweise